# Бондар Григорій Васильович
Бондар Григорій Васильович (нар. 22 квітня 1932 — пом. 27 січня 2014) — доктор медичних наук (1972), професор (1974), академік АМНУ (онкологія, 10.2002); завідувач кафедри онкології Донецького державного медичного університет (з 1975); генеральний директор Донец. обл. протипухлинного центру; чл. Комітету з Держ. премій України в галузі науки і техніки (з 04.2006); депутат Донецької міської ради (з 04.2006).

## Біографія
Народився 22 квітня 1932 (с. Іскра, Великоновосілківський район,Донецька область); укр.; дружина Алла Василівна.
Освіта: Донецький державний мед. інститут, лікувальний факультет (1951—1957); кандидаться дис. «Створення штучного сечового міхура з прямої кишки» (1966); док. дис. «Використання прямої кишки в пластичній хірургії сечового міхура» (1972).
З 1959 — зав. хірургічного відд., Донец. обласної клін. лікарня ім. Калініна. З 1962 — асистент кафедри загальної хірургії, з 1967 — доцент кафедри хірургічних хвороб стоматол. факультету, з 1975 — зав. кафедри онкології, Донецького мед. інститут.
Президент Асоц. лікарів Донецької області (з 1995). Заслужений діяч науки України (1983). Чл.-кор. АМНУ (1994).
Підготував 9 док. і 26 канд. наук.

## Творчий доробок
Автор (співав.) понад 800 наук. праць, зокрема 4 монографій: «Показания к сфинктеросохраняющим резекциям прямой кишки» (1989), «Комбинированное и комплексное лечение рака прямой кишки» (1990), «Формирование искусственного мочевого пузыря из прямой кишки» (1995), понад 180 винаходів.

## Нагороди
- Почесна Грамота Президії ВР УРСР (1980). Почесна відзнака Президента України (08.1993). Орден «За заслуги» II (06.1997), I ст. (04.2007). Герой України (з врученням ордена Держави, 22.04.2002). Диплом Європарламенту (Брюссель, 1998).
- Орден князя Ярослава Мудрого V ст. (19 квітня 2012)[1]
- Відзнака Президента України — ювілейна медаль «20 років незалежності України» (19 серпня 2011)[2]
- Орден «Знак Пошани» (1987)